# EBI Neutrino R1
EBI Neutrino R1 è una piattaforma open source ERP  e CRM, con moduli per la contabilità come anche gestione materiali, Customer Relation e Project Management che raggruppano il quadro funzionale del sistema.
Il Progetto EBI Neutrino R1 è stato avviato nel settembre del 2007, con diversi programmatori distribuiti su 3 continenti, il nome del progetto e dedotto dallo scopritore italiano della particella elementare chiamata Neutrino che attribuisce al progetto il significato di trasparenza, portabilità e semplicità.

## Funzionalità
La funzionalità di EBI Neutrino R1 si estende su i seguenti segmenti 
- Gestione materiali (Processo aziendale, Magazzino, Disposizione Economica Aziendale)
- Customer relationship management (Vendita, Service)
- Disposizione Aziendale (Finanza, Contabilitá)

## Architettura e tecnologia
EBI Neutrino R1 è un framework open source scritto completamente nel linguaggio di programmazione Java. Piattaforma indipendente, portabilità, semplicità e automatizzazione sono le mete che sin dalla sua nascita vengono seguite. Con una struttura modulare mette a disposizione un ambiente scalabile ed adattabile alle proprie esigenze, oltre tutto dà la possibilità di essere usato sia su singoli PC-Client che nella network aziendale.
Sviluppato con tecnologie J2SE e Java EE con un ORM chiamato Hibernate per assicurara l'indipendenza nelle basi di dati garantendo l'usabilità sui RDBMS Oracle e MySQL.
L'utilizzo della Report - Framework chiamata JasperReport dà all'utente la possibilità di agganciare report customizzati aggiuntivi in tempo reale così da semplificare il processo lavorativo.
Con un designer di superfici grafiche "GUI Designer" rende possibile l'aggiunzione di componenti in tempo reale così da permettere l'adattamento del sistema alle proprie esigenze comparandolo con Microsoft Visual Basic, oltre tutto le funzionalità possono essere ampliate usando linguaggi script come Groovy e XML.